# Die Eindringlinge (2015)
Die Eindringlinge (Originaltitel: The Intruders) ist ein kanadischer Horrorfilm aus dem Jahr 2015. Regie führte Adam Massey, das Drehbuch schrieb Jason Juravic. Die Hauptrolle spielte Miranda Cosgrove.

## Handlung
Die 20-jährige Rose Halshford zieht mit ihrem Vater Jerry nach Chicago, nachdem sich ihre schizophrene Mutter Sophia einige Monate zuvor das Leben genommen hat. Jerry, der als Architekt arbeitet, möchte seiner Tochter mit dem Ortswechsel helfen, den Verlust zu verarbeiten. Doch Rose, die ihr Studium in Stanford für ein Semester unterbrochen hat, fühlt sich in dem rund hundert Jahre alten Haus von Anfang an nicht wohl. Als sie vor dem Nachbarshaus mit der etwa gleichaltrigen Leila Markby spricht, verstärkt sich ihr Eindruck, dass ihr neues Zuhause unheimlich ist. Auch Leilas Vater Howard verhält sich seltsam. Nach einer unruhigen Nacht wird Rose am nächsten Morgen vom jungen Handwerker Noah Henry überrascht, den Jerry mit der Renovierung des Hauses beauftragt hat. Sie freundet sich allmählich mit Noah an und geht gleichzeitig dem Geheimnis des Hauses nach.
Rose hört immer wieder unheimliche Geräusche. Sie findet eine Kette, den Kopf einer Puppe und Hinweise auf eine Rachel, die wohl mal in dem Haus lebte. Noah erklärt ihr, dass er ein paar Tage vor ihrem Einzug gesehen hat, dass die Fenster in ihrem Zimmer mit Brettern verdeckt waren und die Tür mit einem Schloss gesichert war. Jerry reagiert skeptisch auf die Angst seiner Tochter und glaubt, dass sie sich durch den Stress nach dem Tod ihrer Mutter alles nur einbildet.
Rose recherchiert trotzdem weiter und findet Berichte über die vorherigen Bewohner des Hauses. Cheri Garrison und ihr Sohn Marcus nahmen die drogensüchtige Rachel Winacott bei sich auf, die dann jedoch spurlos verschwand. Howard galt als Hauptverdächtiger in diesem Fall, wurde aber freigesprochen, weil Rachel angeblich weggelaufen ist. Das erklärt er Rose auch nochmal persönlich. Noah lädt Rose zu einer Poolparty ein, um sie von ihren Sorgen abzulenken. Am gleichen Abend verschwindet Leila.
Rose besorgt sich im Archiv eine Kopie der Baupläne des Hauses. Als sie sich damit beschäftigen will, erleidet sie jedoch einen Schwächeanfall, der Symptome von Medikamentenmissbrauch aufweist. Nachdem sie sich erholt hat, erwähnt Noah in einer Nachricht das Wort „einmauern“, weshalb Rose nach einem versteckten Raum sucht. Einen solchen Raum findet sie tatsächlich und begegnet darin Marcus Garrison. Dieser zwingt sie, Rachels Kleid anzuziehen, und will sie vergewaltigen. Rose kann sich zunächst befreien und entdeckt auf der Flucht die gefesselte Leila. Jerry kommt gerade von der Arbeit nach Hause. Beim Versuch, seiner Tochter zu helfen, wird er von Marcus niedergeschlagen, doch gleichzeitig sticht Rose Marcus ein Messer in den Bauch.
Nachdem der Horror beendet ist, zieht Rose mit ihrem Vater erneut um und setzt ihr Studium an der Northwestern University fort. Sie kann Marcus jedoch nicht vergessen.

## Produktion
Die Dreharbeiten fanden in Greater Sudbury statt. Das Haus, in dem der Film spielt, stand zur Zeit der Dreharbeiten zum Verkauf. Im Film wurde die tatsächliche Adresse 340 Laura Ave benutzt, allerdings befindet sich das Haus nicht in Chicago, sondern in Kanada. Die Hauptdarstellerin Miranda Cosgrove spielte zum ersten Mal in einem Horrorfilm mit, nachdem sie zuvor hauptsächlich Rollen in Jugendserien bei Nickelodeon hatte. Der Film wurde als Direct-to-DVD-Produktion veröffentlicht.